# Meslier Saint-François
Pour les articles homonymes, voir Meslier.
Le meslier Saint-François B est un cépage français de vigne blanc.

## Origine
Des tests génétiques ont révélé que ce cépage est issu du métissage entre le gouais B et le chenin B.
Originaire du Gâtinais, au sud du bassin parisien, ce cépage a conquis toute la façade Atlantique du vignoble français. Sa faveur auprès des producteurs est toutefois en grande chute, sa surface étant passée de 2 300 hectares en 1958 à seulement 50 ha en 1994.

## Caractères ampélographiques
Les éléments de reconnaissance ampélographiques sont les suivants :
- Bourgeonnement cotonneux et jeunes feuilles de couleur verte.
- Rameau à entre-nœuds rougeâtres.
- Feuille adulte entière ou quinquelobée, sinus latéraux de petite taille, sinus pétiolaire peu ouvert ou fermé, dents convexes, un limbe vert foncé épais, bullé, tourmenté.
- Grappes et baies sont de taille moyenne.
- Baies arrondies ou elliptiques courtes.

## Aptitudes

### Culturales
Peu vigoureux, c'est néanmoins un cépage fertile. Sa précocité de débourrement (trois jours avant le chasselas) le rend sensible aux gelées printanières ; les seconds bourgeons sont cependant relativement fertiles.

### Sensibilité
Assez résistant au mildiou, à la pourriture grise et au black rot, il craint nettement plus l'oïdium.

### Technologiques
Il donne des vins légers, plats et peu alcooliques de faible qualité. En revanche, une fois distillés, ses eaux de vie sont fines et bouquetées. Pour cette qualité, il est répertorié dans les cépages aptes à la production d'armagnac ou de cognac.

## Synonymes
Le meslier Saint-François peut aussi porter les noms de:
- Anereau
- Annereau
- Blanc ramé
- Blanc ramet
- Blayais
- Bonne blanche
- Bordeaux blanc
- Chalosse
- Chalosse de Bordeaux
- Co de France
- François blanc
- Gros meslier
- Grosse blanche
- Hartig 373
- Meslier
- Meslier blanc
- Meslier d’Orléans
- Meslier de Seine et Oise
- Meslier du Gâtinais
- Meslier du Gers
- Meslier gros
- Meslier jaune
- Meslier vert
- Moscade
- Moscadet
- No. 373
- Pelegarie
- Pelgarie
- Pot de vin
- Purgarie
- Rochelin